# Züritipp
züritipp war ein von der Tamedia herausgegebenes Stadtmagazin. Es erschien jeweils am Donnerstag als Beilage des Tages-Anzeigers.
Ab dem 28. September 1978 erschien beim Zet Verlag Zürich ein zweiwöchentliches Kulturmagazin unter dem Namen Züritip. Ab 1. Februar 1979 wurde auf monatliches Erscheinen umgestellt. Ab April 1979 ging der Züritip in der Zürcher Alternativ-Publikation Tell auf. Am 3. September 1982 startete der Tages-Anzeiger mit der Wochenbeilage Züri-Tip, später züritipp.
Die Printausgabe umfasste das Ausgeh- und Kulturangebot im Grossraum Zürich für jeweils eine ganze Woche. Dieses war in die Bereiche Film, Theater, Kunst, Ausstellungen, Clubs, Konzerte, allgemeine Veranstaltungen und Gastronomie gegliedert. Zudem bot es verschiedene redaktionelle Beiträge. Die WEMF-beglaubigte Auflage des züritipp betrug 216'411, die WEMF-beglaubigte Anzahl Leser 516'000.
Im Dezember 2024 erschien die letzte Ausgabe.
Die Onlineausgabe bietet gegenüber der Printausgabe einen umfangreicheren Inhalt sowie zusätzliche Services an.
Aus dem züritipp bekannt ist die Comic-Serie Zürich by Mike des belgo-amerikanischen Comic-Zeichners Mike Van Audenhove, in der dieser die Eigenheiten und Macken der Zürcherinnen und Zürcher liebevoll karikierte.